# Šegrt Hlapić (2013.)
Šegrt Hlapić je igrani film redatelja Silvija Petranovića iz 2013. Ekranizacija je hrvatskog klasika Ivane Brlić-Mažuranić Čudnovate zgode šegrta Hlapića.

## Uloge
- Mile Biljanović – Hlapić
- Ena Lulić – Gita
- Goran Navojec – majstor Mrkonja
- Hristina Popović – majstorica
- Viktor Dogić, Nikola Bebek i Alen Matoić – šegrti u radioni
- Bojan Navojec – Grga
- Milan Pleština – crni čovjek
- Damir Lončar – bogati gospodin
- Domagoj Pintarić – sin bogatog gospodina
- Špiro Guberina – stari mljekar
- Maša Petranović – služavka
- Jackson Matthew McConnell – Marko
- Daria Lorenci – Markova majka
- Ivo Gregurević – gazda u selu
- Božidarka Frajt – Grgina majka
- Kristijan Ugrina – seljak nadničar #1
- Denis Brižić – seljak nadničar #2
- Mislav Čavajda – kamenar
- Ivan Brkić – žandar
- Kristijan Potočki – pijanac kontrabasist
- Nenad Cvetko – smetlar
- Damir Kukuruzović – gitarist
- Marija Kohn – Miškova baka
- Jan Rešetnik – Miško
- Silvijo Švast – Miškov brat
- Jadranka Matković – prosjakinja Jana
- Nikola Kojo – bogati košarač
- Mustafa Nadarević – dobri košarač
- Danko Ljuština – gospodar vrtuljka
- Livio Badurina – gospodar cirkusa
- Janko Popović Volarić – odrasli Hlapić narator
- Ljiljana Bogojević – susjeda; nekreditirana uloga
- Martin i Dubravko Češnjak i Pere Ištvančić – tamburaši
- Dule Bahtalo Band – glazbenici na sajmu
- Božo Vukadinović, Zoran Milojković i Dražen Grbić – zid smrti na sajmu
- Tornjak Uran zvan Johnny – Bundaš
- Lujo – papiga

## Prijem publike
Igrana ekranizacija popularnog lika hrvatske dječje književnosti Šegrt Hlapić u prvom je vikendu prikazivanja, odnosno od 7. do 10 studenog 2013., s preko 20.000 gledatelja, postigla najveće otvaranje hrvatskog filma od osamostaljenja, a ukupno drugo nakon Svećenikove djece. Ubrzo nakon otvaranja Šegrt Hlapić postao je najgledaniji hrvatski dječji igrani film od osamostaljenja.

## Radnja
Šegrt Hlapić hrabro kreće na put brojnih pustolovina i poteškoća, nakon što mu je okrutni majstor Mrkonja nanio nepravdu. Na tom putu upoznaje djevojčicu iz cirkusa po imenu Gita, te svoj put nastavljaju zajedno. Iako nemaju krov nad glavom, hranu niti prikladnu odjeću, ne boje se ničega i spremni su pružiti pomoć svakome. U strašnoj noći punog mjeseca, sve će se promijeniti...

## Glazba iz filma
Originalna glazba iz filma hrvatske skladateljice Anite Andreis, album Šegrt Hlapić objavljen je 31. prosinca 2015.

## Festivali i nagrade
1. Pulski filmski festival 2014. – Zlatna vrata Pule (nagrada publike)
2. Međunarodni festival dječjeg filma LUCAS 2014.
3. Međunarodni festival filmova za mlade SIYFF, Seoul 2014.Jagran Film Festival 2014.
4. Međunarodni festival dječjih i obiteljskih filmova "U obitelji" 2015. – najbolja režija
5. Festival srednjoeuropskog i istočnoeuropskog filma LET'S CEE 2015.
6. Međunarodni filmski festival za djecu i mlade "Rolan" 2015.
7. Međunarodni dobrotvorni festival "Radiant Angel” 2015.
8. Međunarodni festival dječjih i obiteljskih filmova "Vladimirska višnja" 2015.
9. Međunarodni festival dječjih filmova u Lahoreu 2015.
10. Međunarodni festival filmova za djecu i mlade "Zero Plus" 2015.[4]

## Vanjske poveznice
- Šegrt Hlapić u internetskoj bazi filmova IMDb-a
- Originalna filmska glazba na Discogs
- Hrvatski audiovizualni centar o Hlapiću – HAVC
- Šegrt Hlapić: poetično putovanje na Klinfo  Arhivirana inačica izvorne stranice od 12. ožujka 2021. (Wayback Machine)